# West Blocton
 West Blocton, Alabama és una població dels Estats Units a l'estat d'Alabama. Segons el cens del 2000 tenia 1.372 habitants.

## Demografia
Segons el cens del 2000, West Blocton tenia 1.372 habitants, 532 habitatges, i 389 famílies La densitat de població era de 112,7 habitants/km².
Dels 532 habitatges en un 28,9% hi vivien nens de menys de 18 anys, en un 53,8% hi vivien parelles casades, en un 14,3% dones solteres, i en un 26,7% no eren unitats familiars. En el 23,9% dels habitatges hi vivien persones soles l'11,3% de les quals corresponia a persones de 65 anys o més que vivien soles. El nombre mitjà de persones vivint en cada habitatge era de 2,58 i el nombre mitjà de persones que vivien en cada família era de 3,07.
Per edats la població es repartia de la següent manera: un 24,2% tenia menys de 18 anys, un 10,1% entre 18 i 24, un 26,6% entre 25 i 44, un 24,9% de 45 a 60 i un 14,1% 65 anys o més.
L'edat mediana era de 36 anys. Per cada 100 dones hi havia 103,9 homes. Per cada 100 dones de 18 o més anys hi havia 100,4 homes.
La renda mediana per habitatge era de 30.417 $ i la renda mediana per família de 38.854 $. Els homes tenien una renda mediana de 31.164 $ mentre que les dones 23.000 $. La renda per capita de la població era de 17.861 $. Aproximadament el 14,6% de les famílies i el 17,8% de la població estaven per davall del llindar de pobresa.

## Poblacions properes
El següent diagrama mostra les poblacions més properes.